# 利島村
利島村（日语：／ Toshima mura */?）為東京都的一個村。為伊豆諸島的一部分。面積4.12平方公里，為東京都內最小的自治體，人口297人，戶數154數。現任村長為梅田和久。

## 外部連結
- 東海汽船（页面存档备份，存于）（日語）